# Agüeybaná
Agüeybaná († 1510) war der oberste cacique der Taínos und mächtigste Taíno auf „Boriken“ (Puerto Rico), als die Spanier dort eintrafen.

## Leben
Agüeybaná, dessen Name „die große Sonne“ bedeutet, lebte mit seinem Stamm in Guayanilla am gleichnamigen Fluss im Süden der Insel. Alle anderen cacique waren Agüeybaná unterworfen und mussten ihm folgen, auch wenn sie ihre eigenen Stämme regierten.
Agüeybaná empfing in dem Glauben, dass die Spanier Götter seien, den Conquistador Juan Ponce de León bei dessen Ankunft im Jahre 1508. Einer alten Taíno-Tradition (guaitiao) folgend freundete sich Agüeybaná mit Ponce de León an und ihre Frauen lernten sich kennen. Ponce de León taufte die Mutter des Häuptlings gemäß der christlichen Religion und nannte sie Inés. Die Gastfreundschaft und friedliche Behandlung, die Agüeybaná den Spaniern zukommen ließ, erleichterte ihnen die Eroberung der Insel.
Der cacique begleitete Ponce de León bei der Erkundung der Insel. Anschließend besuchten sie gemeinsam die Insel Hispaniola, wo sie vom Gouverneur Nicolás de Ovando empfangen wurden.
Agüeybanás Maßnahmen sicherten den Frieden zwischen den Taínos und den Spaniern, der jedoch nur kurze Zeit Bestand hatte, weil die Spanier bald die Gutgläubigkeit der Taínos ausnutzten, um sie zu versklaven. Sie zwangen sie zur Arbeit in den Goldminen der Insel und bei der Errichtung von Forts. Viele Taínos starben dabei.
Agüeybanás Bruder, Agüeybaná II. zweifelte an der Göttlichkeit der Spanier und entwickelte einen Plan, um den Status zu testen. Gemeinsam mit Urayoán, dem cacique von Añasco schickte er einige ihrer Stammesmitglieder los, um einen Spanier namens Diego Salcedo in den Fluss zu locken und dort zu ertränken. Sie beobachteten Salcedos Leiche, um sicherzustellen, dass er nicht mehr lebt. Sein Tod überzeugte die Taínos davon, dass die Spanier keine Götter waren.
Agüeybaná I. organisierte nach dieser schockierenden Nachricht eine Revolte und unter seiner Führung überfielen die Taínos viele spanische Siedlungen. Agüeybanás Volk, das nur mit Speeren sowie Pfeil und Bogen bewaffnet war, hatte jedoch keine Chance gegen die besser bewaffneten spanischen Streitkräfte. Als Agüeybaná 1510 auf das Heer seines ehemaligen „Freundes“ Ponce de León traf, wurde er erschossen.
Die Revolte scheiterte und viele Taínos begingen entweder Selbstmord oder verließen die Insel. Die meisten der Daheimgebliebenen starben bald an der grausamen Behandlung oder an einer Pocken-Epidemie.

## Andenken
Agüeybaná wird in Puerto Rico für seinen Dienst am Volk verehrt. Viele öffentliche Gebäude und Straßen sind nach ihm benannt, zum Beispiel eine High School in Bayamón, eine Straße in Caguas und eine Allee in Bezirk Hato Rey von San Juan.
Puerto Ricos Gegenstück zum Oscar heißt zu Ehren des cacique Agueybana de Oro und wird jährlich verliehen. Viele Lieder und Gedichte, unter anderem von Juan Antonio Corretjer, halten die Erinnerung an Agüeybaná lebendig.